# Clint Eastwood

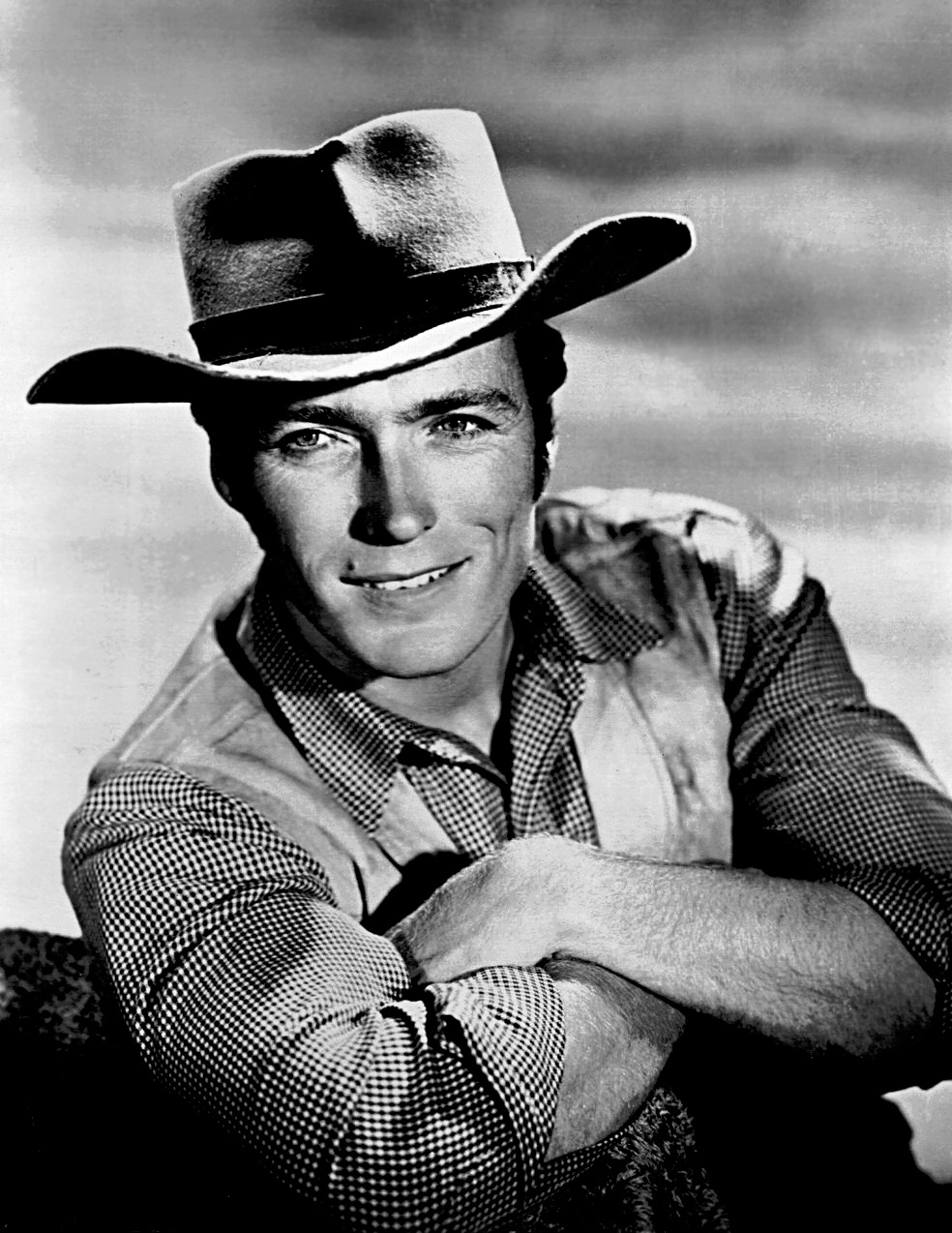
Eastwood (1961)

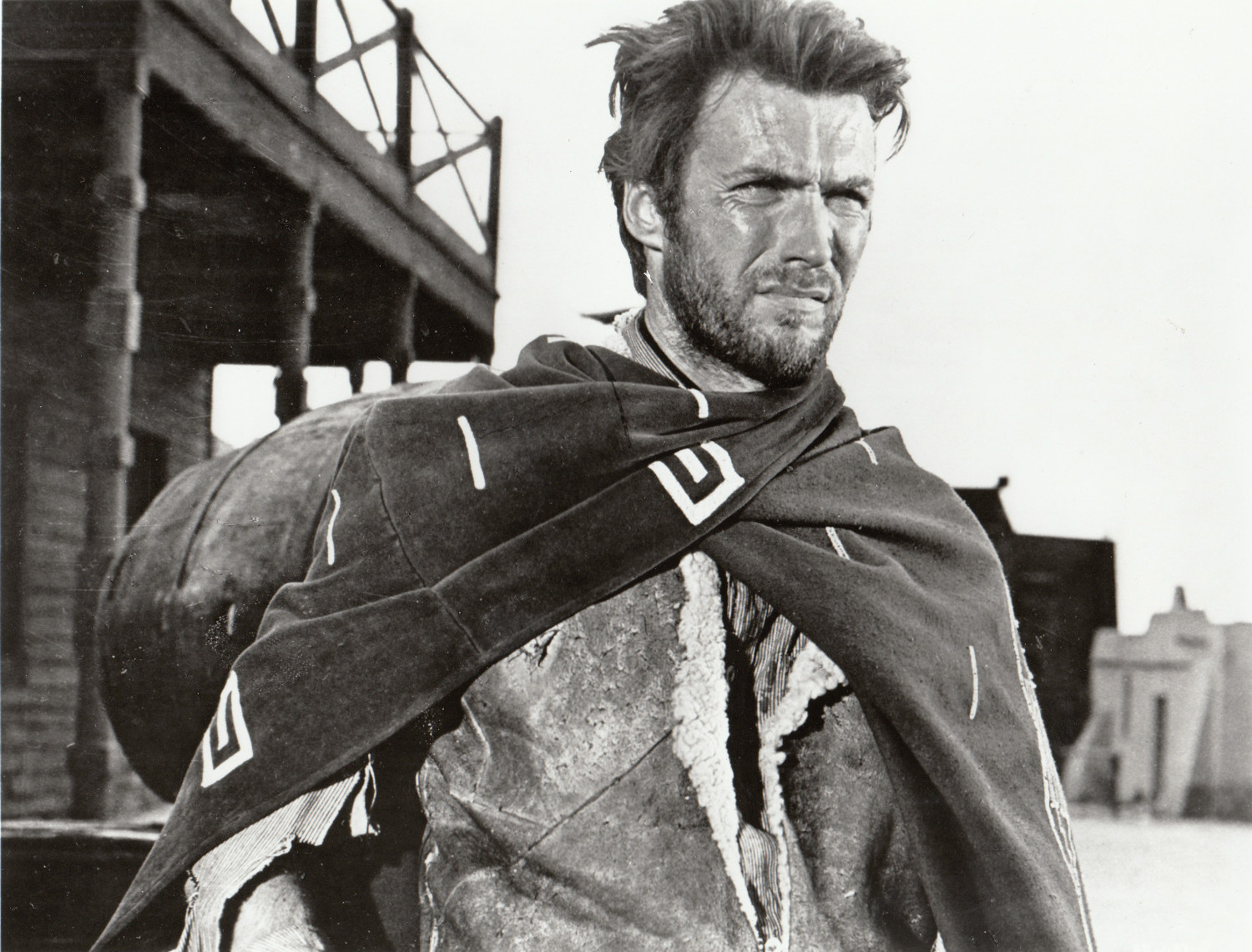
Eastwood (1964)

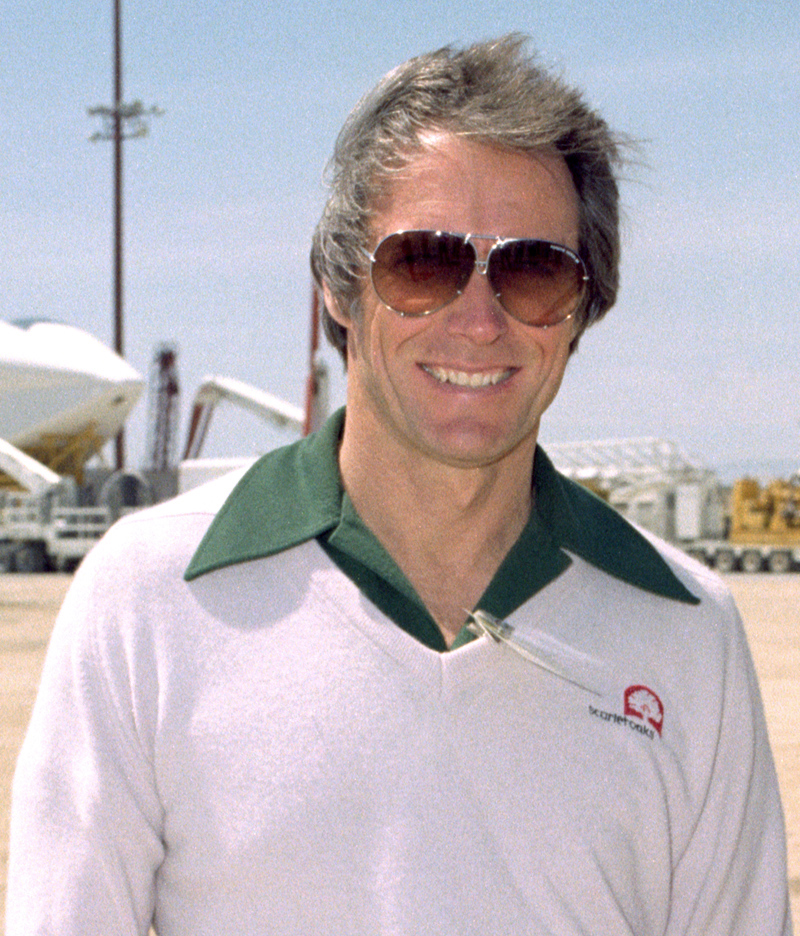
Eastwood (1981)

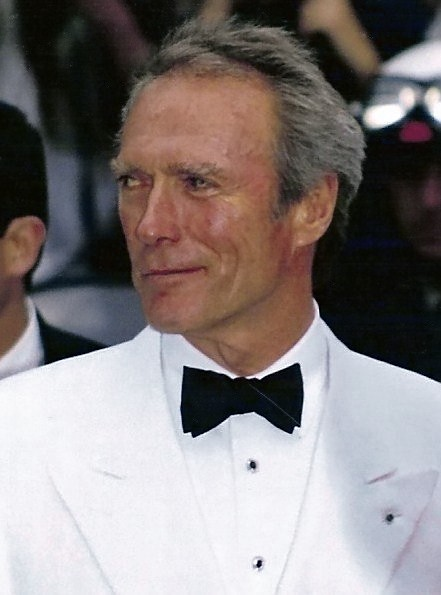
Eastwood (1993)

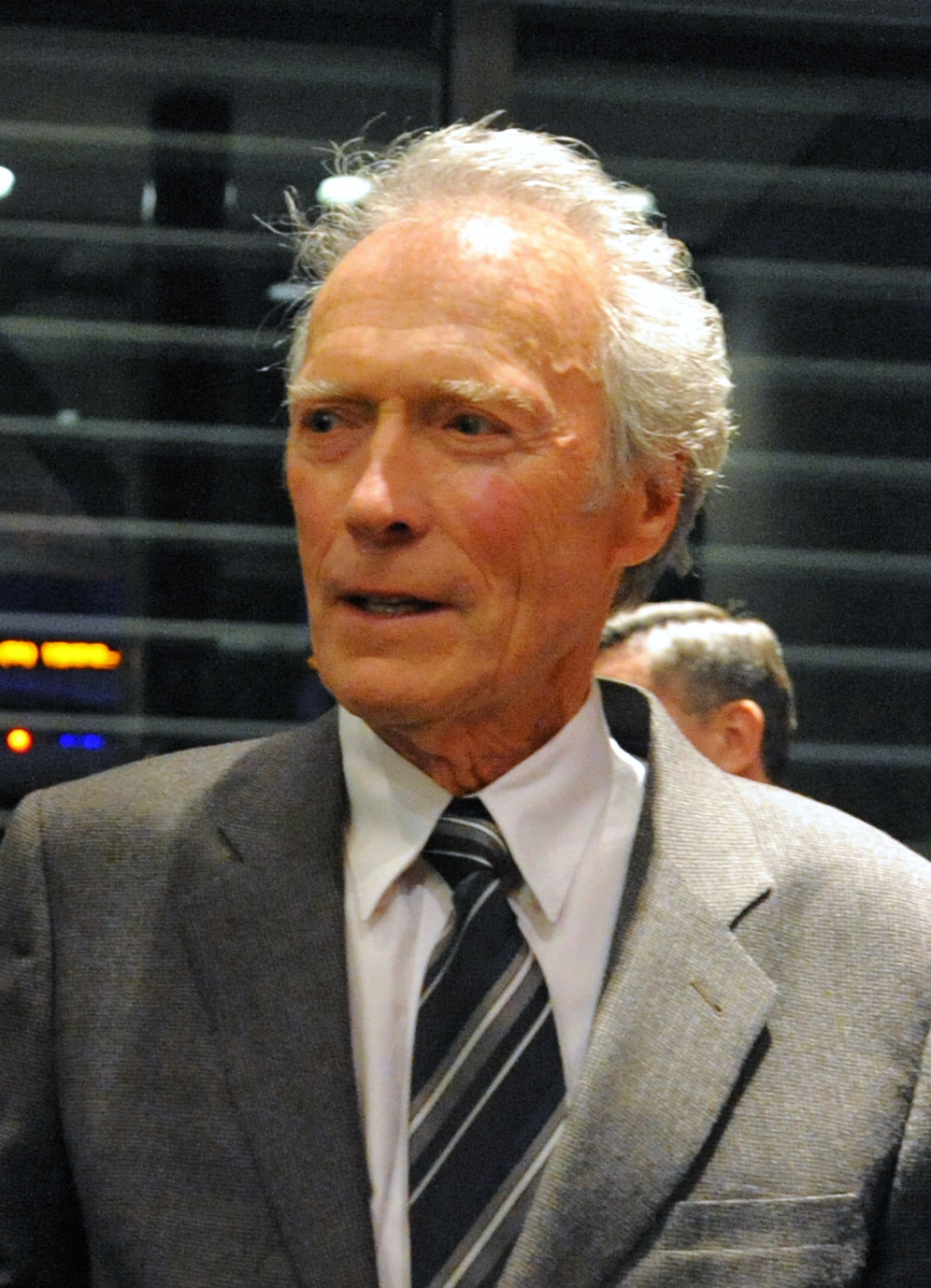
Eastwood (2011)

Clinton Eastwood Jr. (ur. 31 maja 1930 w San Francisco) – amerykański aktor, reżyser, producent, kompozytor muzyki filmowej, polityk i przedsiębiorca.
Wielokrotny zdobywca najważniejszych nagród filmowych – czterech Oscarów, czterech Złotych Globów, pięciu Nagród Błękitnej Wstęgi, trzech Cezarów, dwóch nagród Davida di Donatello, jedenastu Nagród Japońskiej Akademii Filmowej, pięciu People’s Choice Award, jednej nagrody Roberta, dwóch Nagród Satelity, a także honorowej Złotej Palmy Festiwalu w Cannes za całokształt twórczości w 2009 roku. Odznaczony Narodowym Medalem Sztuk.

## Życiorys

### Wczesne lata
Urodził się w San Francisco w stanie Kalifornia w dobie kryzysu jako jedyny syn i młodsze dziecko w rodzinie Margaret Ruth (z domu Runner), pracownicy fabryki IBM, i Clintona Eastwooda seniora, bezrobotnego buchaltera i wędrownego robotnika. Jego przodkowie byli pochodzenia angielskiego, szkockiego, irlandzkiego, a także niemieckiego, holenderskiego i walijskiego. Ma siostrę Jean Bernhard (ur. 1929). Dorastał w klasycznym protestanckim domu klasy robotniczej. Był introwertycznym dzieckiem, bawił się pluszowym misiem, którego przejął po dziadku i ojcu, roznosił gazety, zbierał butelki. Zagrał tylko raz w szkolnym przedstawieniu. W dzieciństwie często przemieszczał się z rodzicami po Zachodnim Wybrzeżu. W wieku dojrzewania dorastał w Piedmont w stanie Kalifornia.
W 1948 ukończył Oakland Technical High School. Będąc nastolatkiem, zatrudnił się jako hutnik, potem pompiarz na stacji benzynowej, pianista w domu publicznym i narzędziowy w zakładach Boeinga. Studiował ekonomię w Los Angeles City College, uczęszczał także na Uniwersytet w Seattle.

### Kariera filmowa
Po odbyciu służby wojskowej w Armii Stanów Zjednoczonych podjął pracę w wytwórni Universal i rozpoczął karierę aktorską. W wojsku, gdzie był instruktorem pływania, poznał człowieka, który miał kontakty w Hollywood i zachęcił go do pójścia na plan filmowy. W Eastwoodzie dopatrywano się podobieństwa do Johna Wayne’a, Gary’ego Coopera i Jamesa Deana. Uczył się aktorstwa u Michaiła Czechowa w Hollywood. Po występie w drugoplanowych rolach w takich filmach klasy B: horror Zemsta potwora (Revenge of the Creature, 1955), komedia Frank marynarz (Francis in the Navy, 1955), dramat historyczny Lady Godiva (Lady Godiva of Coventry, 1955) i Tarantula (1955), a trzy lata później zabłysnął w roli młodego weterana wojny secesyjnej Keitha Williamsa w westernie Zasadzka na przełęczy (Ambush at Cimarron Pass, 1958). Jego pierwszym sukcesem stał się udział w serialu CBS Rawhide (1959–1965), gdzie zagrał rolę rewolwerowca Rowdy’ego Yatesa zabijającego bandytów.
Prawdziwie kasowego aktora zrobiły z niego spaghetti westerny Sergia Leone. Uznanie zdobył w roli człowieka bez nazwiska ze słynnej „dolarowej trylogii” – Za garść dolarów (Per un pugno di dollari, 1964), Za kilka dolarów więcej (Per qualche dollaro in più, 1965) i Dobry, zły i brzydki (Il Buono, il brutto, il cattivo, 1966), tworząc styl małomównego twardziela o pochmurnej twarzy, strażnika sprawiedliwości ryzykującego życiem, gotowego na każde bezprawie w imię zwalczania zła. Pierwszą główną rolę w amerykańskim filmie zagrał w westernie Powieście go wysoko (Hang ’Em High, 1968) jako zimny, o żelaznej woli, uparty i bezlitosny w swym poszukiwaniu zemsty szeryf Jed Cooper.
W wojennym filmie sensacyjnym Tylko dla orłów (Where Eagles Dare, 1968) zagrał porucznika Morrisa Schaffera. Sławę zyskał rolą inspektora Harry’ego Callahana w dramacie Brudny Harry (Dirty Harry, 1971) i jego kontynuacjach.
Odebrał nagrodę Złotego Globu dla najlepszego reżysera za dramat biograficzny Bird (1988). W 1991 uhonorowany został nagrodą publiczności kin amerykańskich za całokształt twórczości. Wielkim sukcesem okazał się antywestern Bez przebaczenia (Unforgiven, 1992), za który otrzymał dwa Oscary – za najlepszą reżyserię i za najlepszy film, Złoty Glob.
Przewodniczył obradom jury konkursu głównego na 47. MFF w Cannes (1994).
Był na okładkach magazynów: „Life”, „Time”, „People”, „Playgirl”, „Esquire”, „Rolling Stone”, „L’Officiel Hommes”, „TV Guide”, „Entertainment Weekly”, „GQ”, „The Hollywood Reporter” i „Vanity Fair”.
Zdobył nagrodę Błękitnej Taśmy za melodramat Co się wydarzyło w Madison County (The Bridges of Madison County, 1995), nagrodę Future Film Festival Digital Award na 59. MFF w Wenecji za dreszczowiec Krwawa profesja (Blood Work, 2002), Césara i Złoty Powóz na 60. MFF w Cannes za dramat kryminalny Rzeka tajemnic (Mystic River, 2003). W 1998 za swoje dokonania odebrał nagrodę honorową Césara. Kolejne triumfy – Złoty Glob, dwa Oscary, Césara, nagrodę Japońskiej Akademii Filmowej – dostał Eastwood za dramat sportowy Za wszelką cenę (Million Dollar Baby, 2004) z Hilary Swank w roli głównej.

### Działalność muzyczna
Stał się miłośnikiem jazzu – w szczególności bebopu, bluesa, muzyki country i westernu oraz muzyki klasycznej. Wcześnie parał się muzyką, rozwijając się jako pianista boogie-woogie. Początkowo zamierzał kontynuować karierę muzyczną, studiując teorię muzyki po ukończeniu szkoły średniej. Pod koniec 1959 nagrał album pt. Cowboy Favorites, wydany w 1963 przez wytwórnię Cameo jako Rawhide’s Clint Eastwood Sings Cowboy Favorites, który zawierał kilka klasyków, takich jak „Don’t Fence Me In” Cole’a Portera. Czasami z Shebem Wooleyem jeździł i koncertował na rodeo, jarmarkach czy festiwalach. W 1962 ich występ zatytułowany Rozrywkowa kawalkada targów przyniósł im aż 15 tys. dolarów za występ. Jego ulubieni muzycy to saksofoniści Charlie Parker i Lester Young, pianiści Thelonious Monk, Oscar Peterson, Dave Brubeck i Fats Waller oraz bluesman Delta Robert Johnson.
Śpiewane przez Eastwooda utwory pojawiły się w filmach i serialach, w tym Rawhide (1959–1965) – „For All We Know” (1962) i „For You For Me for Evermore” (1962), Za garść dolarów (1964) – „Sweet Betsy from Pike”, Pomaluj swój wóz (1969) – „I Still See Elisa” i „Gold Fever”, Złoto dla zuchwałych (1970) – „When I Loved Her”, Dwa muły dla siostry Sary (1970) – „Sam Hall”, Bronco Billy (1980) – „Dark Blue Feeling”, Honkytonk Man (1982) – „When I Sing About You”, „Honkytonk Man”, „In the Jailhouse Now” i „No Sweeter Cheater Than You”, Północ w ogrodzie dobra i zła (1997) – „Ac-Cent-Tchu-Ate the Positive”, Władza absolutna (1997) – „Power Waltz” i Dopóki piłka w grze (2012) – „You Are My Sunshine”.

### Poglądy polityczne
Był członkiem Partii Republikańskiej. W 1952 głosował na Dwighta Eisenhowera, a w 1968 i 1972 wspierał kampanię wyborczą Richarda Nixona. Jednak po aferze Watergate i wojnie w Wietnamie zaczął krytykować ówczesnego prezydenta i nazwał jego podejście niemoralnym. W latach 1986–1988 Clint Eastwood pełnił funkcję burmistrza miasta Carmel-by-the-Sea w Kalifornii, został wybrany jako kandydat bezpartyjny. Po zakończeniu dwuletniej kadencji nie ubiegał się o reelekcję.
Od 2009 członek Partii Libertariańskiej.
W wielu wywiadach określał się jako libertarianin. Wypowiadał się za prawnym zrównaniem małżeństw par homoseksualnych z małżeństwami heteroseksualnymi.
Opowiadał się za polityką pro-choice.
Podczas wyborów prezydenckich w USA w 2016 roku niektóre media sugerowały, że rzekomo poparł kandydata republikanów, Donalda Trumpa. W wywiadzie na czerwonym dywanie dla Extra 8 września 2016 roku, gdy zapytano go o rzekome poparcie dla Trumpa, Eastwood odpowiedział: „Wiesz, tak naprawdę nie poparłem nikogo” i żartobliwie zasugerował, że Trump i Clinton stanowią współczesną wersję Abbott i Costello, odnosząc się do niezdarnych komików z lat 40. i początku lat 50. XX wieku.
W 2020 jego poparcie w wyborach prezydenckich zyskał rywal Donalda Trumpa Michael Bloomberg.

### Ateizm i medytacja
W 1973 roku Eastwood wyjawił krytykowi filmowemu Gene’owi Siskelowi, że jest ateistą. W 1975 Eastwood publicznie ogłosił swój udział w medytacji transcendentalnej, kiedy pojawił się w programie The Merv Griffin Show z Maharishim Maheshem Yoginem.

### Życie prywatne
19 grudnia 1953 poślubił modelkę Maggie Johnson, z którą ma syna – muzyka – Kyle’a (ur. 19 maja 1968) i córkę Alison (ur. 22 maja 1972). Związek ten rozpadł się jednak w 1978. W latach 1963–1977 związany był z tancerką Roxanne Tunis, z którą ma córkę Kimber (ur. 17 czerwca 1964), a w latach 1975–1988 z Sondrą Locke. Spotykał się także ze stewardesą Jacelyn Reeves, z którą ma syna Scotta (ur. 21 marca 1986) i córkę Kathryn (ur. 2 lutego 1988). Miał romans z Frances Fisher, z którą ma córkę Francescę „Franny” Ruth (ur. 7 sierpnia 1993). 31 marca 1996 ożenił się ponownie, tym razem z dziennikarką Diną Ruiz Eastwood, z którą ma córkę Morgan (ur. 12 grudnia 1996). Clint Eastwood i Dina Ruiz, mimo że uchodzili za idealną parę, na początku listopada 2012 roku podjęli decyzję o rozwodzie. Powodem mogła być chęć Ruiz, by pokazać życie swojej rodziny w reality show, a Eastwood znany jest z tego, że bardzo mocno strzeże swojej prywatności. Aktor i reżyser wyprowadził się od młodszej o 35 lat żony w 2012, pozostając w separacji do rozwodu 22 grudnia 2014. W 2014 roku jego nową partnerką została Christina Sandera, która pracowała jako hostessa w posiadanym przez niego Mission Ranch Hotel. W 2024, w wieku 61 lat, zmarła na atak serca.

## Filmografia

### Aktor
- Franek marynarz(inne języki) (Francis in the Navy, 1955) jako Jonesey
- Zemsta potwora (Revenge of the Creature, 1955) jako Jennings
- Lady Godiva (1955) jako First Saxon
- The First Traveling Saleslady(inne języki) (1956) jako por. Jack Rice
- Star in the Dust(inne języki) (1956) jako Ranch hand
- Nigdy nie mów do widzenia(inne języki) (Never Say Goodbye, 1956) jako Will
- Away All Boats(inne języki) (1956) jako Bit Part
- Escapade in Japan(inne języki) (1957) jako Dumbo Pilot
- Zasadzka na przełęczy (1958) jako Keith Williams
- Lafayette Escadrille(inne języki) (1958) jako George Moseley
- Rawhide (1959–1966) jako Rowdy Yates (1959–1966)
- Za garść dolarów (Per un pugno di dollari, 1964) jako Joe (Człowiek bez Imienia)
- Za kilka dolarów więcej[30] (1965) jako Manco (Człowiek bez Imienia)
- Dobry, zły i brzydki[31], (1966) jako Blondie (Człowiek bez Imienia)
- Czarownice(inne języki) (Streghe, Le, 1967) jako Charlie
- Tylko dla orłów (Where Eagles Dare, 1968) jako por. Morris Schaffer
- Blef Coogana (Coogan’s Bluff, 1968) jako Walt Coogan
- Powieście go wysoko (Hang ’Em High, 1968) jako Jed Cooper
- Czarownice (Streghe, Le, 1969) jako mąż
- Pomaluj swój wóz(inne języki) (Paint Your Wagon, 1969) jako Pardner (Sylvester Newel)
- Dwa muły dla siostry Sary (Two Mules for Sister Sara, 1970) jako Hogan
- Złoto dla zuchwałych (Kelly’s Heroes, 1970) jako Kelly
- Oszukany(inne języki) (The Beguiled, 1971) jako Corporal John McBurney
- Brudny Harry (Dirty Harry, 1971) jako Harry Callahan
- Zagraj dla mnie Misty(inne języki) (Play Misty for Me, 1971) jako Dave Garver
- Joe Kidd (1972) jako Joe Kidd
- Mściciel (High Plains Drifter, 1973) jako Nieznajomy
- Siła magnum (Magnum Force, 1973) jako Harry Callahan
- Piorun i Lekka Stopa[32], (1974) jako John ‘Thunderbolt’ Doherty
- Akcja na Eigerze (The Eiger Sanction, 1975) jako Jonathan Hemlock
- Strażnik prawa (The Enforcer, 1976) jako Harry Callahan
- Wyjęty spod prawa Josey Wales[33] (1976) jako Josey Wales
- Wyzwanie (The Gauntlet, 1977) jako Ben Shockley
- Każdy sposób jest dobry[34] (1978) jako Philo Beddoe
- Ucieczka z Alcatraz (Escape from Alcatraz, 1979) jako Frank Morris
- Bronco Billy (1980) jako Bronco Billy
- Jak tylko potrafisz (Any Which Way You Can, 1980) jako Philo Beddoe
- Honkytonk Man (1982) jako Red Stovall
- Firefox (1982) jako major Mitchell Gant
- Nagłe zderzenie (Sudden Impact, 1983) jako Harry Callahan
- Gorący towar(inne języki) (film 1984) (City Heat, 1984) jako Por. Speer
- Lina (Tightrope, 1984) jako Wes Block
- Niesamowity jeździec (Pale Rider, 1985) jako Kaznodzieja
- Wzgórze złamanych serc (Heartbreak Ridge, 1986) jako sierżant Tom Highway
- Pula śmierci (The Dead Pool, 1988) jako Harry Callahan
- Różowy cadillac (Pink Cadillac, 1989) jako Tommy Nowak
- Żółtodziób (The Rookie, 1990) jako Nick Pulovski
- Biały myśliwy, czarne serce (White Hunter, Black Heart, 1990) jako John Wilson
- Gary Cooper: American Life, American Legend (1991) jako Gospodarz
- Bez przebaczenia (Unforgiven, 1992) jako Will Munny
- Doskonały świat (A Perfect World, 1993) jako Red Garnett
- Na linii ognia (In the Line of Fire, 1993) jako Frank Horrigan
- Don’t Pave Main Street: Carmel’s Heritage (1994) jako Carmel’s Heritage (głos)
- Kacper (Casper, 1995) w roli siebie samego
- Co się wydarzyło w Madison County[35], (1995) jako Robert Kincaid
- Władza absolutna (Absolute Power, 1997) jako Luther Whitney
- Prawdziwa zbrodnia (True Crime, 1999) jako Steve Everett
- Kosmiczni kowboje (Space Cowboys, 2000) jako Frank Corvin
- Krwawa profesja (Blood Work, 2002) jako Terrell McCaleb
- Burzliwe lata siedemdziesiąte(inne języki) (A Decade Under the Influence, 2003) jako on
- Za wszelką cenę (Million Dollar Baby, 2004) jako Frankie Dunn
- Gran Torino (2008) jako Walt Kowalski
- Dopóki piłka w grze (2012) jako Gus Lobel
- Przemytnik (2018) jako Earl Stone
- Cry Macho (2021) jako Mike Milo

### Reżyser
- Zagraj dla mnie Misty(inne języki) (Play Misty for Me, 1971)
- Breezy(inne języki) (1973)
- Mściciel (High Plains Drifter, 1973)
- Akcja na Eigerze (The Eiger Sanction, 1975)
- Wyjęty spod prawa Josey Wales (The Outlaw Josey Wales, 1976)
- Wyzwanie (The Gauntlet, 1977)
- Bronco Billy (1980)
- Honkytonk Man (1982)
- Firefox (1982)
- Nagłe zderzenie (Sudden Impact, 1983)
- Niesamowity jeździec (Pale Rider, 1985)
- Niesamowite historie (Amazing Stories, 1985–1987)
- Wzgórze złamanych serc (Heartbreak Ridge, 1986)
- Bird (1988)
- Żółtodziób (The Rookie, 1990)
- Biały myśliwy, czarne serce (White Hunter, Black Heart, 1990)
- Bez przebaczenia (Unforgiven, 1992)
- Doskonały świat (A Perfect World, 1993)
- Co się wydarzyło w Madison County (The Bridges of Madison County, 1995)
- Władza absolutna (Absolute Power, 1997)
- Północ w ogrodzie dobra i zła (Midnight in the Garden of Good and Evil, 1997)
- Prawdziwa zbrodnia (True Crime, 1999)
- Kosmiczni kowboje (Space Cowboys, 2000)
- Krwawa profesja (Blood Work, 2002)
- Rzeka tajemnic (Mystic River, 2003)
- Piano Blues (2003)
- Za wszelką cenę (Million Dollar Baby, 2004)
- Sztandar chwały (Flags of Our Fathers, 2006)
- Listy z Iwo Jimy (Letters from Iwo Jima, 2006)
- Gran Torino (2008)
- Oszukana (Changeling, 2008)
- Invictus – Niepokonany (Invictus, 2009)
- Medium (Hereafter, 2010)
- J. Edgar (2011)
- Snajper (American Sniper, 2014)
- Chłopaki z Jersey (Jersey Boys, 2014)
- Sully (2016)
- 15:17 do Paryża (2018)
- Przemytnik (2018)
- Richard Jewell (2019)
- Cry Macho (2021)
- Przysięgły nr 2 (2024)

### Producent
- Firefox (1982)
- Honkytonk Man (1982)
- Nagłe zderzenie (Sudden Impact, 1983)
- Lina (Tightrope, 1984)
- Niesamowity jeździec (Pale Rider, 1985)
- Wzgórze złamanych serc (Heartbreak Ridge, 1986)
- Bird (1988)
- Biały myśliwy, czarne serce (White Hunter, Black Heart, 1990)
- Bez przebaczenia (Unforgiven, 1992)
- Doskonały świat (A Perfect World, 1993)
- Co się wydarzyło w Madison County (The Bridges of Madison County, 1995)
- Pod niebem Henrietty (The Stars Fell on Henrietta, 1995)
- Władza absolutna (Absolute Power, 1997)
- Północ w ogrodzie dobra i zła (Midnight in the Garden of Good and Evil, 1997)
- Prawdziwa zbrodnia (True Crime, 1999)
- Kosmiczni kowboje (Space Cowboys, 2000)
- Krwawa profesja (Blood Work, 2002)
- Rzeka tajemnic (Mystic River, 2003)
- Za wszelką cenę (Million Dollar Baby, 2004)
- Sztandar chwały (Flags of Our Fathers, 2006)
- Listy z Iwo Jimy (Letters from Iwo Jima, 2006)
- Gran Torino (2008)
- Medium (Hereafter, 2010)
- J. Edgar (2011)
- Dopóki piłka w grze (2012)
- Snajper (American Sniper, 2014)
- Sully (2016)
- 15:17 do Paryża (2018)
- Przemytnik (2018)
- Cry Macho (2021)

### Kompozytor
- Bronco Billy (1980)
- Gorący towar(inne języki) (City Heat, 1984)
- Wzgórze złamanych serc (Heartbreak Ridge, 1986)
- Bez przebaczenia (Unforgiven, 1992)
- Co się wydarzyło w Madison County (The Bridges of Madison County, 1995)
- Władza absolutna (Absolute Power, 1997)
- Prawdziwa zbrodnia (True Crime, 1999)
- Kosmiczni kowboje (Space Cowboys, 2000)
- Rzeka tajemnic (Mystic River, 2003)
- Za wszelką cenę (Million Dollar Baby, 2004)
- Gran Torino (2008)
- Medium (Hereafter, 2010)
- J. Edgar (2011)

## Nagrody
| Rok  | Nagroda                          | Kategoria                                    | Film                    |
| ---- | -------------------------------- | -------------------------------------------- | ----------------------- |
| 1971 | Złoty Glob                       | Nagroda Henrietty                            | –                       |
| 1981 | People’s Choice Award            | Ulubiony aktor filmowy                       | –                       |
| 1984 | People’s Choice Award            | Ulubiony aktor filmowy z Burtem Reynoldsem   | –                       |
| 1981 | People’s Choice Award            | Ulubiony aktor filmowy                       | –                       |
| 1987 | People’s Choice Award            | Ulubiony aktor filmowy                       | –                       |
| 1988 | People’s Choice Award            | Ulubiony aktor filmowy                       | –                       |
| 1989 | Złoty Glob                       | Najlepszy reżyser                            | Bird (1988)             |
| 1993 | Oscar                            | Najlepsza reżyseria                          | Bez przebaczenia (1992) |
| 1993 | Oscar                            | Najlepszy film                               | Bez przebaczenia (1992) |
| 1993 | Złoty Glob                       | Najlepszy reżyser                            | Bez przebaczenia (1992) |
| 1995 | Nagroda im. Irvinga G. Thalberga | –                                            | –                       |
| 1998 | Cezar Honorowy                   | Całokształt twórczości                       | –                       |
| 2000 | 57. MFF w Wenecji                | Honorowy Złoty Lew za całokształt twórczości | –                       |
| 2002 | 59. MFF w Wenecji                | Nagroda Future Film Festival Digital Award   | Krwawa profesja (2002)  |
| 2003 | 56. MFF w Cannes                 | Złoty Powóz                                  | Rzeka tajemnic (2003)   |
| 2004 | César                            | Najlepszy film zagraniczny                   | Rzeka tajemnic (2003)   |
| 2004 | Złoty Glob                       | Najlepszy reżyser                            | Za wszelką cenę (2004)  |
| 2005 | Oscar                            | Najlepsza reżyseria                          | Za wszelką cenę (2004)  |
| 2005 | Oscar                            | Najlepszy film                               | Za wszelką cenę (2004)  |
| 2005 | David di Donatello               | Najlepszy film zagraniczny                   | Za wszelką cenę (2004)  |
| 2006 | César                            | Najlepszy film zagraniczny                   | Za wszelką cenę (2004)  |
| 2006 | Nagroda Satelita                 | Najlepszy reżyser                            | Sztandar chwały (2006)  |
| 2007 | Nagroda Satelita                 | Najlepsza piosenka                           | Grace odeszła (2007)    |
| 2008 | 61. MFF w Cannes                 | Nagroda specjalna                            | –                       |
| 2009 | 62. MFF w Cannes                 | Honorowa Złota Palma                         | –                       |
| 2009 | David di Donatello               | Najlepszy film zagraniczny                   | Gran Torino (2008)      |
| 2010 | César                            | Najlepszy film zagraniczny                   | Gran Torino (2008)      |
| 2011 | David di Donatello               | Najlepszy film zagraniczny                   | Medium (2010)           |

## Odznaczenia
- National Medal of Arts (USA)
- Komandor Orderu Legii Honorowej (Francja, 2009[36])
- Kawaler Orderu Legii Honorowej (Francja, 2007[37])
- Komandor Orderu Sztuki i Literatury (Francja)
- Złote Promienie ze Wstęgą Orderu Wschodzącego Słońca (Japonia)